# Grande Alliance (1701)
Pour les articles homonymes, voir Grande Alliance.
La Grande Alliance est fondée le 7 septembre 1701 à la suite de la signature du traité de La Haye par le royaume d'Angleterre, la république des Sept-Provinces-Unies des Pays-Bas, le royaume de Portugal et le Saint-Empire romain germanique afin de contrer les ambitions du royaume de France et de Louis XIV, à l'occasion de la guerre de Succession d'Espagne, entre 1701 et 1713. 

## Historique
Vu la crainte de l'apparition d'un empire potentiellement aussi puissant que celui composé de la France de Louis XIV et de l'Espagne et de ses territoires, l'empereur Léopold Ier, le roi d'Angleterre et d'Écosse Guillaume III, les États-Généraux des Provinces-Unies, l'électeur Palatin, le roi de Prusse Frédéric Ier, l'électeur Georges-Louis de Hanovre, et le margrave de Bade mettent en place un projet de ligue offensive et défensive qu'ils ratifient sous le nom de la Grande Alliance, à La Haye le 7 septembre 1701.
Les contractants s'engagent à reprendre les Pays-Bas espagnols et rétablir la barrière, à reconquérir le Milanais, le royaume de Naples et le royaume de Sicile, avec les îles de la Méditerranée qui en dépendent et les ports de Toscane, à s'emparer de toutes les possessions espagnoles dans les Indes pour se les partager, à continuer la guerre jusqu'à ce que la satisfaction juste et raisonnable fût donnée à l'empereur, au roi d'Angleterre et aux États-Généraux sur tous les griefs et à assurer par tous les moyens la séparation des deux couronnes de France et d'Espagne. De plus, tous les princes et États d'Europe sont invités à accéder à la présente convention et une fois les hostilités commencées, aucun des contractants ne pourra se retirer sans se mettre en guerre avec les autres.

« Et afin de procurer cette satisfaction & cette sûreté, les Alliés feront entre autres choses leurs plus grands efforts pour reprendre & conquérir les Provinces du Pays-Bas espagnol, dans l'intention qu'elles servent de Digue, de Rempart, & de Barrière pour séparer & éloigner la France des Provinces-Unies, comme par le passé ; lesdites Provinces du Pays-Bas espagnol ayant fait la sûreté des Seigneurs États Généraux jusques à ce que depuis peu Sa Majesté très-Chrétienne s'en est emparé & les a fait occuper par ses Troupes. »

—  Traité de La Haye de 1701, article V.

« Lorsque ladite Transaction, ou Traité de Paix se fera, les Alliez conviendront […] pareillement des moyens propres à mettre en sureté les Seigneurs États-Généraux par la Barrière susmentionnée. »

—  Traité de La Haye de 1701, article IX.